# Евпалам
Евпалам (грец. Ευπάλαμος), або Паламаон (грец. Παλαμάων) — персонаж давньогрецької міфології. З афінського царського роду. Син Метіона і Алкіппи. Був одружений з Меропою, дочкою афінського царя Ерехтея . Батько Дедала, Метіадуси та Пердіки .
Сини Метіона вигнали афінського царя Пандіона І і захопили владу , але пізніше самі були вигнані синами Пандіона.